# هری دریپر
هری دریپر (انگلیسی: Harry Draper؛ 1887 – ۱ ژانویهٔ ۱۹۶۵) بازیکن فوتبال اهل بریتانیا بود.
از باشگاه‌هایی که در آن بازی کرده‌است می‌توان به باشگاه فوتبال بیرمنگام سیتی اشاره کرد.